# Peromyia suberis
Peromyia suberis är en tvåvingeart som beskrevs av Jaschhof 1997. Peromyia suberis ingår i släktet Peromyia och familjen gallmyggor. Inga underarter finns listade i Catalogue of Life.